# Williamsdale (Ohio)
Williamsdale é um lugar designado pelo censo localizado no condado de Butler no estado estadounidense de Ohio. No Censo de 2010 tinha uma população de 581 habitantes e uma densidade populacional de 1.289,23 pessoas por km².

## Geografia
Williamsdale encontra-se localizado nas coordenadas 39° 26′ 32″ N, 84° 31′ 47″ O. Segundo o Departamento do Censo dos Estados Unidos, Williamsdale tem uma superfície total de 0.45 km², da qual 0.45 km² correspondem a terra firme e (0%) 0 km² é água.

## Demografia
Segundo o censo de 2010, tinha 581 pessoas residindo em Williamsdale. A densidade populacional era de 1.289,23 hab./km². Dos 581 habitantes, Williamsdale estava composto pelo 97.25% brancos, 0.17% eram afroamericanos, 0.69% eram amerindios, 0% eram asiáticos, 0% eram insulares do Pacífico, 0% eram de outras raças e o 1.89% pertenciam a duas ou mais raças. Do total da população 1.55% eram hispanos ou latinos de qualquer raça.